# San Francisco Peribán
San Francisco Peribán är en ort i Mexiko.   Den ligger i kommunen Peribán och delstaten Michoacán de Ocampo, i den södra delen av landet, 300 km väster om huvudstaden Mexico City. San Francisco Peribán ligger 1 629 meter över havet och antalet invånare är 2 054.
Terrängen runt San Francisco Peribán är lite bergig. Runt San Francisco Peribán är det ganska tätbefolkat, med 192 invånare per kvadratkilometer. Närmaste större samhälle är Peribán de Ramos, 4,3 km söder om San Francisco Peribán. I omgivningarna runt San Francisco Peribán växer i huvudsak blandskog.